# 40歳からの健康週間
40歳からの健康週間（よんじっさいからのけんこうしゅうかん）とは、壮年期からの日常的な健康管理の重要性について広く国民の理解と関心を深めるとともに、老人保健法による保健事業についてその意義及び内容の周知徹底と積極的参加を呼びかけを行い、保健対策の一層の推進を図るための週間。1984年（昭和59年）から厚生省（現厚生労働省）が実施している。
毎年10月第二月曜日からの一週間である。これは、健康のための体力づくりを推進する趣旨から体育の日（現スポーツの日）を起点とする一週間が選ばれたことによる。制定当初は10月10日から10月16日までに固定していたが、祝日法改正に伴い2000年（平成12年）から現在の日程となった。
1983年（昭和58年）12月23日の公衆衛生審議会の答申を受け、老人保健事業の一環として開始された。